# Inca beschkii
Inca beschkii är en skalbaggsart som beskrevs av Hermann Rudolph Schaum 1840. Inca beschkii ingår i släktet Inca och familjen Cetoniidae. Inga underarter finns listade i Catalogue of Life.